# Egyháztanító

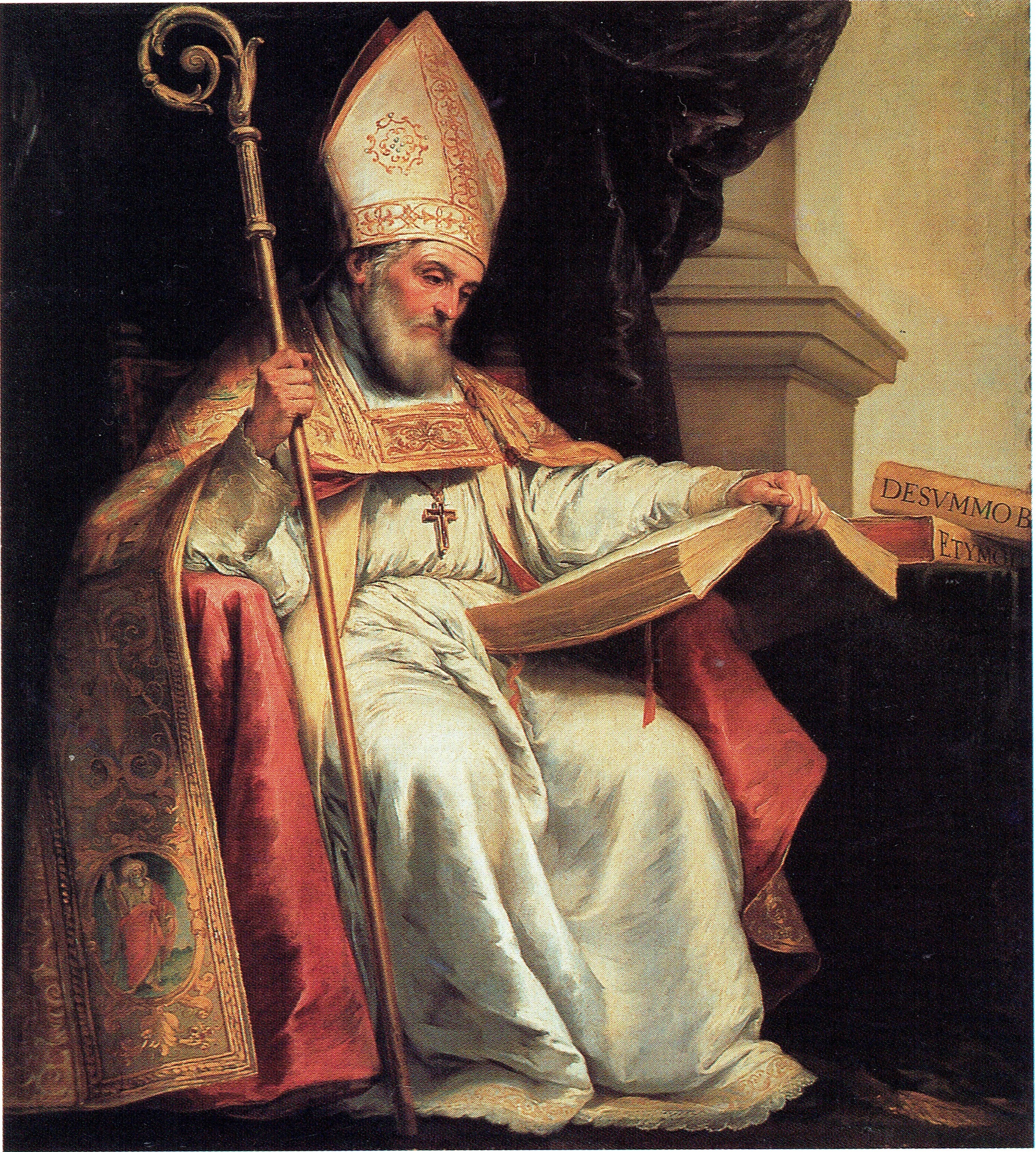
Sevillai Szent Izidor, egy jelentős egyháztanító

Az egyháztanító vagy egyházdoktor (latinul: doctores Ecclesiae) egy megtisztelő cím, elsősorban a katolikus egyházban, de más egyházi közösségek szintén használják a jelzőt. Azokra a személyekre szoktak így utalni, akik – főként a teológiai vagy hittani dolgokban – különösen jelentősek voltak a kereszténységen belül.

## Katolicizmus
A katolikus egyházban azokat a teológusokat illeti meg az egyháztanító cím, akiknél a hagyomány alapján a következő négy kritérium valósul meg:
- igazhitű tanítás
- személyes szentség
- kiemelkedő tudományos (teológiai, hittani, egyháztörténeti) teljesítmény
- az egyház részéről explicit formában történő elismerés (a pápa vagy egy egyetemes zsinat részéről[1])

A teológiai érvelésben az egyháztanítók tanúságtételei nem sorolhatók az egyházatyák tanúságtételei közé, mert az egyháztanítók nem feltétlenül a patrisztika korából származnak, és nem kevesen közülük a középkorban vagy az újkorban éltek: az ő tanúságtételeik a teológusok tanúságtételei közé tartoznak.
A 8. századtól a latin egyház 4 nagy egyháztanítója Szent Ambrus, Hippói Szent Ágoston, Szent Jeromos és Nagy Szent Gergely lett. Őket hivatalosan 1298-ban nyilvánították egyháztanítónak. Az egyházatyák közül a bizánci liturgikus könyvekben nagy egyháztanító Nagy Szent Vazul, Nazianzi Szent Gergely és Aranyszájú Szent János volt, akikhez Szent V. Piusz pápa 1568-ban még hozzátette Nagy Szent Atanázt. Ők a keleti egyház nagy egyháztanítói. Mellettük még egyháztanítóvá avatta Aquinói Szent Tamást. Az idők során az egyháztanítók száma 37-re emelkedett. A 37-ből 19 élt a nagy egyházszakadás előtt, akiket mind nyugaton, mind keleten tisztelnek. (Ők a táblázatban *-gal vannak megjelölve.) A 37 közül 27 származik nyugatról, és 10 keletről; 19 püspök, 31 pap, 1 diakónus, 1 szerzetes, 3 apáca, 1 világi nő; 26 európai, 3 afrikai, és 8 ázsiai.

### A katolikus egyház egyháztanítóinak listája
| Neve                      | Születése            | Halála                    | Kinevezése | Származása  | Posztja                                        |
| ------------------------- | -------------------- | ------------------------- | ---------- | ----------- | ---------------------------------------------- |
| Nagy Szent Gergely*       | 540 k.               | 604. március 12.          | 1298       | olasz       | pápa 590-től                                   |
| Szent Ambrus*             | vsz. 339             | 397. április 4.           | 1298       | olasz       | Milánó püspöke                                 |
| Hippói Szent Ágoston*     | 354. november 13.    | 430. augusztus 28.        | 1298       | berber      | Hippo püspöke                                  |
| Szent Jeromos*            | 347 k.               | 420. szeptember 30.       | 1298       | dalmáciai   | pap, szerzetes                                 |
| Aranyszájú Szent János*   | 344–347              | 407. szeptember 14.       | 1568       | szír        | Konstantinápoly érseke                         |
| Nagy Szent Vazul*         | vsz. 329             | 379. január 1.            | 1568       | kappadókiai | Caesarea püspöke                               |
| Nazianzi Szent Gergely*   | 329                  | 389. január 25.           | 1568       | kappadókiai | Konstantinápoly érseke                         |
| Alexandriai Szent Atanáz* | 298                  | 373. május 2.             | 1568       | egyiptomi   | Alexandria pátriárkája                         |
| Aquinói Szent Tamás       | 1225. január 28.     | 1274. március 7.          | 1568       | olasz       | pap, teológus, O.P.                            |
| Szent Bonaventura         | 1221                 | 1274. július 15.          | 1588       | olasz       | Albano bíboros püspöke, teológus, O.F.M.       |
| Canterburyi Szent Anzelm  | 1033 vagy 1034       | 1109. április 21.         | 1720       | olasz       | Canterbury érseke; O.S.B.                      |
| Sevillai Szent Izidor*    | 556                  | 636. április 4.           | 1722       | spanyol     | Sevilla püspöke                                |
| Aranyszavú Szent Péter*   | 406 k.               | 450 k.                    | 1729       | olasz       | Ravenna érseke                                 |
| Nagy Szent Leó*           | 406?                 | 461. november 10.         | 1754       | olasz       | pápa                                           |
| Damiani Szent Péter       | 1007                 | 1072. február 21.         | 1828       | olasz       | Ostia bíboros püspöke, szerzetes, O.S.B.       |
| Clairvaux-i Szent Bernát  | 1090/1091            | 1153. augusztus 20.       | 1830       | francia     | pap, O.Cist.                                   |
| Poitiers-i Szent Hilár*   | 315 k.               | 367. november 1.          | 1851       | francia     | Poitiers püspöke                               |
| Liguori Szent Alfonz      | 1696. szeptember 27. | 1787. augusztus 1.        | 1871       | olasz       | Sant'Agata de' Goti püspöke, C.Ss.R. (alapító) |
| Szalézi Szent Ferenc      | 1567. augusztus 21.  | 1622. december 28.        | 1877       | svájci      | Genf püspöke                                   |
| Alexandriai Szent Cirill* | 376                  | 444. június 27.           | 1883       | egyiptomi   | Alexandria pátriárkája                         |
| Jeruzsálemi Szent Cirill* | 313 k.               | 387. március 18.          | 1883       | jeruzsálemi | Jeruzsálem püspöke                             |
| Damaszkuszi Szent János*  | 645 k. vagy 676 k.   | 749. december 5.          | 1883       | szír        | pap, szerzetes                                 |
| Beda Venerabilis*         | 672                  | 735. május 27.            | 1899       | angol       | pap, szerzetes                                 |
| Szír Szent Efrém*         | 306 k.               | 373. június 9.            | 1920       | szír        | diakónus                                       |
| Canisius Szent Péter      | 1521. május 8.       | 1597. december 21.        | 1925       | holland     | pap, S.J.                                      |
| Keresztes Szent János     | 1542. június 24.     | 1591. december 14.        | 1926       | spanyol     | pap, misztikus, O.C.D. (alapító)               |
| Bellarmin Szent Róbert    | 1542. október 4.     | 1621. szeptember 17.      | 1931       | olasz       | Capua érseke, teológus, S.J.                   |
| Nagy Szent Albert         | 1193                 | 1280. november 15.        | 1931       | német       | Regensburg püspöke, teológus, O.P.             |
| Páduai Szent Antal        | 1195. augusztus 15.  | 1231. június 13.          | 1946       | portugál    | pap, O.F.M.                                    |
| Brindisi Szent Lőrinc     | 1559. július 22.     | 1619. július 22.          | 1959       | olasz       | pap, diplomata, O.F.M.Cap.                     |
| Ávilai Szent Teréz        | 1515. március 28.    | 1582. október 4.          | 1970       | spanyol     | misztikus, O.C.D. (alapító)                    |
| Sziénai Szent Katalin     | 1347. március 25.    | 1380. április 29.         | 1970       | olasz       | misztikus, O.P.                                |
| Lisieux-i Szent Teréz     | 1873. január 2.      | 1897. szeptember 30.      | 1997       | francia     | O.C.D. (apáca)                                 |
| Bingeni Szent Hildegárd   | 1098.                | 1179. szeptember 17.      | 2012       | német       | O.S.B. (apáca)                                 |
| Ávilai Szent János        | 1499. január 6.      | 1569. május 10.           | 2012       | spanyol     | pap, misztikus                                 |
| Nareki Szent Gergely*     | 951.                 | 1003.                     | 2015       | örmény      | szerzetes, költő, misztikus                    |
| Szent Iréneusz*           | 130 k.               | 202 vagy 203. február 28. | 2022       | görög       | Lyon püspöke                                   |

A hivatalos listán kívül Spanyolországban még egyháztanító címmel illetik Ruspei Fulgentiust és Sevillai Szent Leandert is.
A szír-malabár katolikus egyházban egyháztanító a négy keleti és négy nyugati nagy egyháztanítókon kívül Szír Szent Efrém, Antiochiai Izsák, I. Leó pápa, Damaszkuszi Szent János, Alexandriai Szent Cirill, Jeruzsálemi Szent Cirill, Szent Epiphaniosz, Nüsszai Szent Gergely. A káld katolikus egyházban egyháztanító Szmürnai Szent Polükarposz, Antiochiai Eusztathiosz, Antióchiai Meletius, Jeruzsálemi Szent Sándor, Nagy Szent Atanáz, Nagy Szent Vazul, Alexandriai Szent Cirill, Nazianzoszi Szent Gergely, Nüsszai Szent Gergely, Aranyszájú Szent János, Konstantinápolyi Flaviánusz, Szíriai Szent Efrém, Niszibiszi Szent Jakab, Szerugi Szent Jakab, Örmény Szent Izsák, Ninivei Szent Izsák és Szent Maruthas.

## Ortodox kereszténység
A bizánci liturgikus könyvekben nagy egyháztanító Nagy Szent Vazul, Nazianzoszi Szent Gergely, és Aranyszájú Szent János volt. A 9. század óta csak ezt a „három hierarchát és ökumenikus tanítót”, illetve Nagy Szent Atanázt és Alexandriai Szent Cirillt nevezik egyháztanítónak.

## Örmény egyház
Az örmény egyház egyháztanítói: Szent Hierotheosz, Areopagoszi Szent Dénes, I. Szilveszter pápa, Nagy Szent Atanáz, Alexandriai Kürillosz, Szíriai Szent Efrém, Nagy Szent Vazul, Nazianzoszi Szent Gergely, Nüsszai Szent Gergely, Epiphaniosz, Aranyszájú Szent János, Jeruzsálemi Szent Cirill, és saját szentjeik Meszrop Mastoc, Szent Elizeus, Movszesz Horenaci, Filozófus Szent Dávid, Nareki Gergely, III. Nerses, Lambroni Nerses.

## Asszír Keleti Egyház
Az Asszír Keleti Egyházban egyháztanító: Tarzoszi Diodórosz, Mopszvesztiai Theodorosz, és Nesztoriosz.

## Evangélikusok
Az evangélikusok ugyan nem használják az egyháztanító kifejezést, de Martin Lutherre „doktor”-ként utalnak.